# Ishiharella scitula
Ishiharella scitula är en insektsart som beskrevs av Qin och Zhang 2004. Ishiharella scitula ingår i släktet Ishiharella och familjen dvärgstritar. Inga underarter finns listade i Catalogue of Life.